# 佩格尼茨河畔诺伊豪斯
佩格尼茨河畔诺伊豪斯是德国巴伐利亚州的一个市镇。总面积23.31平方公里，总人口2802人，其中男性1390人，女性1412人（2011年12月31日），人口密度120人/平方公里。